# Thiokol
A AtK Thiokol é uma empresa cuja sede está situada na cidade de Edina, no Estado de Minnesota nos Estados Unidos. A empresa é especializada no desenvolvimento de armas de guerra avançadas e de sistemas espaciais.
Apresenta um faturamento anual de US$ 3.1 bilhões de dólares e emprega aproximadamente 14.500 funcionários em 23 estados norte-americanos.
A empresa é a maior fabricante de motores para combustível sólido do mundo e uma das maiores empresas fabricantes de munição. Também fabrica satélites, naves espaciais, aeronaves civis e militares. Além de fabricar estruturas de material composto para foguetes.
Em 1986, as juntas tóricas dos seus propulsores de combustível sólido tiveram uma falha catastrófica, resultando no acidente do vaivém espacial Challenger, e em várias medidas adicionais de segurança por parte da NASA.
É a fabricante do motor para combustível sólido para foguetes espaciais Star 48B. Este modelo costuma equipar o terceiro estágio do foguete Delta II.
Em 2005, ganhou o contrato para fornecimento do primeiro módulo do veículo lançador Ares I utilizado no Projeto Constellation, sucessor do projeto do Ônibus Espacial.

## Divisões
A empresa está subdividida em quatro grupos industriais. São eles:
- ATK Thiokol
- ATK Advanced Propulsion and Space Systems Group
- ATK Precision Systems Group
- ATK Ammunition Group

## Clientes
Seus principais clientes são:
- NASA
- Força Aérea dos Estados Unidos
- Exército dos Estados Unidos
- Marinha dos Estados Unidos